# En svensk tiger
För andra betydelser, se En svensk tiger (olika betydelser).

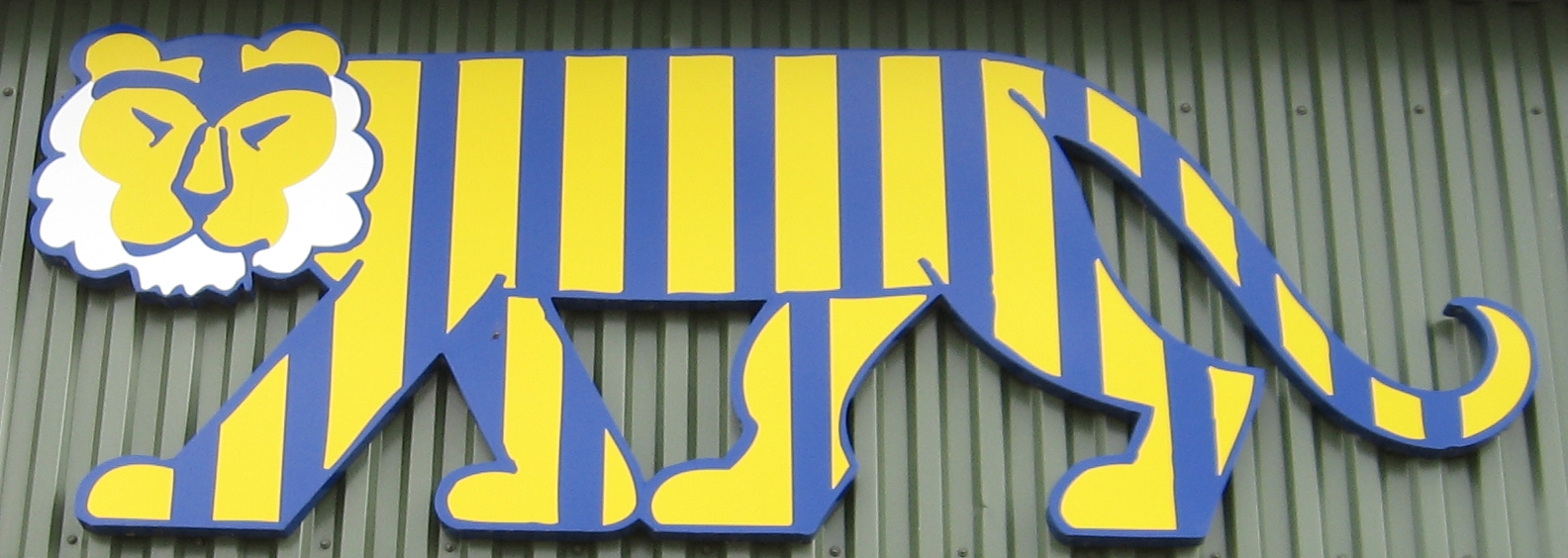
Svensktigerskylt på Beredskapsmuseet i Djuramossa i Helsingborg.

En svensk tiger är en bild som skapades av Bertil Almqvist som ett annonsförslag till myndigheten Statens Informationsstyrelse och det som blev vaksamhetskampanjen som bedrevs i Sverige under beredskapstiden. Bilden blev en samlande symbol för kampanjen som startades av SIS den 21 november 1941.
Bilden ledde till en långdragen juridisk tvist som pågick mellan 1997 och 2007, mellan å ena sidan Beredskapsmuseet och Almqvists arvingar och å andra sidan Försvarsmakten.

## Bilden
Bilden är en stiliserad tiger, gul med blå vertikala ränder och ansiktsdetaljer samt vit päls runt käke och haka, skridande åt vänster med huvudet vänt mot betraktaren.

## Tillkomst
Försvarsstabens ställföreträdande chef hade, i en hemlig skrivelse den 6 maj 1941 till chefen för myndigheten SIS, begärt en ny tystnadskampanj liknande Tysthetskampanjen 1939.
Bertil Almqvists teckning av en blågulrandig tiger med texten "En Svensk Tiger" var ett annonsförslag till det som senare blev Vaksamhetskampanjen. Annonsförslaget föredrogs den 29 oktober 1941.
Vaksamhetskampanjens kostnader delades in i tre avsnitt: annonser, militär propaganda och affischer. Almqvist fick betalning både från avsnitten militär propaganda (760 kronor) och affischer (300 kronor) av utbetalaren SIS.:13-14 Det motsvarade ungefär 21 500 kr i 2018 års penningvärde.

## Dåtida syfte, användning och spridning
Vaksamhetskampanjens syfte var att mana allmänheten till tystnad om allt som kunde skada Sverige, som vid tiden för kampanjen var omgivet av krigförande och ockuperade länder i andra världskrigets Europa.
Bilden av tigern tillsammans med texten "En svensk tiger" har ett dubbelt budskap och kan tolkas olika beroende på om ordet "tiger" avser ett verb eller ett substantiv:
- verb: Att uppmana befolkningen att hålla tyst. Att tiga, om svenska angelägenheter.
- substantiv: Att svensken i allmänhet skulle uppfattas som stark, smidig och lite farlig, som kattdjuret tigern. Att vara stark i den rådande situationen.

Bilden spreds i 400 000 exemplar till caféer, tågkupéer, restauranger, företag och personalutrymmen. Den fanns dessutom på baksidan av inskrivningsböcker, på resväskor, brevpapper och kuvert.
En svensk tiger fick även en vidare betydelse. Herbert Tingsten kallade det för "neutralitetsidioti".
När Vaksamhetskampanjen avslutades, avslutades även användningen av bilden.

### Tigernålen
1942 skapade Bertil Almqvist en liten tiger i form av en nål kallad "Tigernålen".:13-14 Den har ordet "Jag" ovanför den blågula tigern och kan därför utläsas "Jag tiger". Den gavs ut genom Sveriges Landstormsföreningars Centralförbund till förmån för Landstormspojkarnas verksamhet.:13-14 Enligt tidningen Landstormsmannen inbringade tigernålen cirka 6 000 kronor till verksamheten:15, vilket motsvarade ungefär 122 000 kr i 2018 års penningvärde.

## Liknande kampanjer
| "Loose lips might sink ships", en jämförbar amerikansk kampanj. |  | "Careless Talk Costs Lives", en jämförbar brittisk kampanj. |
| "Loose lips might sink ships", en jämförbar amerikansk kampanj. |  | "Careless Talk Costs Lives", en jämförbar brittisk kampanj. |

Kampanjen är jämförbar med den amerikanska kampanjen "Loose lips sink ships" och den brittiska kampanjen "Careless Talk Costs Lives", som båda manade sina befolkningar till tystnad.

## Senare användning och förekomst

### Militär användning
Symbolen användes länge av Försvarsmakten som en symbol för den svenska militära säkerhetstjänsten.

## Juridisk tvist om upphovsrätten till verket
Bilden En Svensk Tiger skyddas av upphovsrätt intill utgången av år 2043. Den ekonomiska upphovsrätten innehas av Beredskapsmuseet. En segdragen strid pågick mellan 1997 och 2007 om denna en av Sveriges mest kända bilder. Försvarsmakten betraktade den som sitt varumärke och utnyttjade tigern som en symbol för säkerhetstjänsten, medan Beredskapsmuseet hade övertagit upphovsrätten från dödsboet till Bertil Almqvist bestående av hans två döttrar:10.
Stockholms tingsrätt fastslog i en dom den 25 november 2005 att upphovsrätten tillhörde Beredskapsmuseet, men att Försvarsmaktens varumärkesregistrering inte utgjorde intrång i Beredskapsmuseets äganderätt till bilden. Försvarsmakten fick enligt domen göra "militär propaganda". Beredskapsmuseet och Bertil Almqvists döttrar hävdade att Försvarsmakten aldrig fått tillstånd att varumärkesregistrera bilden och begärde hävning av varumärkesregistreringen. Svea hovrätt avgjorde målet till Beredskapsmuseets fördel den 2 maj 2007. Försvarsmakten begärde prövningstillstånd hos Högsta domstolen, men den 12 juni 2007 nekades prövningstillstånd, varför hovrättens dom gäller.
Parterna har därefter försökt komma överens om en rimlig ersättning för Försvarsmaktens otillåtna nyttjande av bilden under år 1981-2007. 
Försvarsmakten erbjöd 900 000 kronor som ersättning för de 26 år som gått. Döttrarna accepterade beloppet, men inte Försvarsmaktens samtidiga krav på återtagande av rättigheterna till bilden. Försvarsmakten ville använda bilden fritt inom hela organisationen, inom Rikspolisstyrelsen, inom frivilligorganisationerna och övriga instanser under Försvarsdepartementet. Försvarsmakten ville också ha egen rätt att ta fram produkter, såsom t-shirts, väskor med mera, utan möjlighet för döttrarna Almqvist eller Beredskapsmuseet att ingripa om bilden förvanskades eller på annat sätt användes i propagandasyfte för Försvarsmakten.
När döttrarna och Beredskapsmuseet sa nej till Försvarsmaktens krav, återkallade Försvarsmakten sitt erbjudande om ersättning. Döttrarna Almqvist och Beredskapsmuseet stämde Försvarsmakten den 8 februari 2008 för att utfå rättmätig ersättning för den olovliga användningen.
Slutligen ingick döttrarna och Beredskapsmuseet en förlikning med Försvarsmakten, som betalade 300 000 kronor var till de två:10 döttrarna och 100 000 till Beredskapsmuseet.

## Andra upphovsrättsstrider
Bilden, och formuleringen "En svensk tiger", har förekommit flera gånger i svenska kulturen och fungerar ibland som en tidsmarkör. Den har förekommit på omslaget av flera böcker. Den har också förekommit i ytterligare upphovsrättsliga tvister, förutom de med försvarsmakten, bland annat följande:
- Efter att tecknaren Elin Lucassi använt "En svensk tiger" som en del av en satirteckning åt sajten Politism, krävde Beredskapsmuseet konstnären på 10 000 kronor, men drog tillbaka kravet efter att bilden avpublicerades.[9]

- Författaren Aron Flam använde år 2019 en omarbetad version av Almqvists illustration på sin bok Det här är en svensk tiger. Boken handlar bland annat om tystnadskultur under andra världskriget och illustrationen hade omarbetats med armbindel, hakkors och rest högertass. Efter en anmälan angående upphovsrättsintrång från Beredskapsmuseet beslagtog polisen hela tredje upplagan i juni 2020. Aron Flam menade att bilden var omarbetad till satir och därför undantagen upphovsrätten. Han åtalades i juli 2020.[10][11][12][13] I augusti hävdes beslaget av boken[14], och i sin dom den 9 oktober 2020 meddelade Patent- och marknadsdomstolen vid Stockholms tingsrätt att Flam inte hade gjort sig skyldig till upphovsrättsbrott. Domstolen hävdade att den konkreta omarbetningen av bilden i sig visserligen inte räckte för att uppnå tillräcklig verkshöjd som självständigt verk, men att det parodiska sammanhang den användes i gjorde användningen laglig.[15][16] Beslutet byggde på praxis utvecklad i EU-rätten, och fattades enhälligt.[16] I juni 2021 friades Aron Flam även av hovrätten.[17]

- Våren 2020 lanserades en kampanj av Region Skåne med texten "En svensk tvättbjörn" med en bild av en blå-gul tvättbjörn omgiven av tvållödder, med syfte att få människor att tvätta sina händer för att bromsa smittspridningen av Corona-viruset. Kampanjen blev kortlivad efter att Beredskapsmuseet protesterade med hänvisning till brott mot upphovsrätten.[18][19]